# هولینجر
هولینجر (انگلیسی: Hollinger) شرکت انتشارات کانادایی است، که در سال ۱۹۸۵ توسط کنراد بلک تأسیس شد.